# Meldonium

Meldonium

Meldonium eller mildronate (ryska: Мельдоний) (C₆H₁₄N₂O₂) är en syntetisk förening som används i delar av världen för att behandla bland annat ischemiska sjukdomar. Substansen verkar genom att förhindra ansamling av de cytotoxiska resterna efter betaoxidation av fettsyror i hjärt- och kärlsystemet samt genom att förhindra denna process som är mycket syrekrävande.
Meldonium togs fram 1974 av Ivars Kalvin på Lettlands universitet i Lettiska SSR i försök att öka tillväxttakten på köttdjur.
Produkten tillverkas enbart i Lettland av företaget Grindeks och används för att öka genomblödning i framför allt hjärtmuskeln vid hjärtinfarkter, framför allt i vårdsyfte i Ryssland och andra öststater. Meldoniums effekt kan spåras till cellens mitokondrier, som finns i alla celler i kroppen, vilket gör det möjligt att meldonium kan påverka alla organ i kroppen som kan ha nytta av en bättre energiomsättning. Det finns inga vetenskapliga studier i västvärlden kring Meldonium.
Medlet används inte inom svensk sjukvård, och är inte listat i Farmaceutiska Specialiteter i Sverige FASS.

## Meldonium som doping
Meldonium är en substans som tillhör Wadas-klass S4, hormon och metabolism-modulatorer. Enligt Wadas kod från 2016 skall den som åker fast för doping med ämnen som meldonium straffas med fyra års avstängning om inte idrottaren kan påvisa några förmildrande omständigheter
Ämnet hamnade på den internationella dopingbyrån World Anti-Doping Agency's dopinglista först den 1 januari 2016. Substansen har dock funnits med på bevakningslistan sedan 1 januari 2015. 

### Fall av doping med meldonium
Sedan meldonium uppfördes på Wadas dopingslista har löparna Abeba Aregawi, Gamze Bulut och Endeshaw Negesse testat positivt för ämnet. Även de ukrainska skidskyttarna Olga Abramova, Serhij Sednjev och Artiom Tysjtjenko och ryske skidskytten Eduard Latypov har under samma period testats positiva för meldonium. 
Det samma gäller proffscyklisten Eduard Vorganov också den ryska friidrottaren Nadezhda Kotlyarova har tidigare fällts för preparatet. Tennisspelaren Maria Sjarapova meddelade i en intervju 7 mars 2016 att hon tagit meldonium och testats positivt för det.
I slutet av januari 2016 testade ryska isdansaren Jekaterina Bobrova positiv för meldonium. Det gjorde även Semjon Jelistratov, OS-mästaren i short track och Pavel Kulizjnikov, världsrekordhållaren på 500 meter i skridsko. Volleybollspelaren Alexander Markin är en av få lagidrottsmän som testades positiv för meldonium. 
Den ryske curlingspelaren Aleksandr Krusjelnitskij fälls för dopning. Hans dopningsprov under OS i Pyeongchang 2018 visade spår av det förbjudna medlet meldonium.